# Église Saint-Jacques de Barletta
L’église Saint-Jacques (italien : chiesa di San Giacomo) est l'une des plus anciennes églises de Barletta. Au moment de sa construction, l'église était située à l'extérieur des murailles de la ville et était stratégiquement située sur la route de Cannes. L'édifice religieux actuel est le résultat de nombreux chevauchements de bâtiments au cours des siècles et des changements urbains qui ont affecté l'ancien village de San Giacomo à l'époque contemporaine.

## Histoire

### Les origines
La première attestation du culte chrétien sur place est un bas-relief avec des références à l'art lombard remontant au VIIIe siècle. La première preuve documentée remonte à 1158 lorsque l'église est mentionnée dans un bulle du pape Adrien IV. Cependant, il existe des hypothèses alternatives qui montreraient la construction de l'église sur les ruines d'un temple païen antique dédié à Isis et Osiris.  Cette théorie est appuyée par la découverte, lors de travaux de restauration effectués en 1910, de quelques médailles sur lesquelles sont gravées ces divinités égyptiennes.
Avant même 1158, l'édifice aurait été fondé par les habitants de Cannes à la fin du XIe siècle, à l'époque où leur ville a été détruite par Robert Guiscard en 1083 et qu'ils sont partis pour Barletta. Ils se sont alors installés le long des chemins qui menaient à leur ancienne cité, dans une zone leur appartenant. C'est là qu'ils ont fondé l'église de San Giacomo, probablement en l'honneur d'une ancienne église déjà présente à Cannes.
L'église a été immédiatement confiée aux Bénédictins, dépendants de l'abbaye de la Sainte Trinité du Monte Sacro, dans le Gargano près de Mattinata. L'église San Giacomo, avec le village homonyme, était probablement située à l'extérieur des murs de Barletta. Il devait alors être de style gothique avec trois nefs et un transept mais les stratifications architecturales ultérieures ont masqué ses caractéristiques d'origine. Le complexe de bâtiments comportait également un monastère, également appelé palactium, un hôpital et le cimetière des moines qui servait en même temps de jardin potager. En 1164, il y a eu une première extension de l'église attestée par un document notarié certifiant l'achat d'un quart de maison avec gayfo (une petite loggia). L'achat a également été possible grâce aux énormes dons faits par les fidèles qui l'ont fréquenté assidûment.

### DuXIIIeauXVIesiècle
En 1205, Frédéric II accorde à l'église la construction et la gestion d'un moulin, d'une taverne et d'un four, qui devaient se révéler utiles à des fins religieuses et civiles, donc non seulement pour la communauté bénédictine mais aussi pour les habitants de la région. Pendant ce temps, la contribution de l'église San Giacomo à l'abbaye de Monte Sacro se poursuit, à tel point que certains prieurs de ce dernier sont venus de Barletta. Au cours des premières années du XIIe siècle, un véritable village s'est formé autour de l'église abbatiale et des bâtiments qui lui sont adjacents, bientôt englobés par les murailles de la ville en prenant le nom de pittagio di San Giacomo. Le complexe ecclésiastique s'est encore agrandi grâce aux dons des fidèles et en 1317, l'aumônier a réussi à gérer deux maisons et une campagne bordant le monastère bénédictin, maisons qui deviendraient, à sa mort, la propriété du couvent. En 1348, le monastère accueille Louis I de Hongrie, venu venger son frère André tué sur le territoire napolitain. Les années se succèdent avec des dons, régulièrement enregistrés, de plus en plus fréquents, surtout depuis 1360. C'est ainsi que l'église San Giacomo s'est formée : par agrégation et refonte d'édifices progressivement donnés par les fidèles, par les prêtres ou par les moines bénédictins eux-mêmes.
Le dernier document attestant la présence des Bénédictins à San Giacomo remonte à 1379. Le 1384 fut une année tragique pour Barletta à cause de la peste, favorisée par de mauvaises conditions d'hygiène lors de l'occupation de la ville par Charles III. Cela a également affecté les Bénédictins de San Giacomo qui ont vu leur nombre considérablement réduit au cours de ces années. Les clercs de l'église sont cependant restés, et ce jusqu'à la fin du XIXe siècle, même s'ils avaient de réels désaccords avec ceux de l'église Santa Maria Maggiore et de la basilique du Saint-Sépulcre. En 1390, l'église était définitivement en possession du clergé séculier. En 1408, l'église a été détachée de l'abbaye de Monte Sacro pour être soumise à l'évêque de Siponto. Le village quant à lui a plutôt été remis aux évêques de Trani et en 1586, avec une bulle de Sixte V, l'église est également transférée sous leur autorité. En 1538, en raison d'une certaine instabilité, l'ancien clocher est démoli et remplacé par des arcs sous lesquels se trouvaient de petites cloches. En 1594, l'église San Giacomo est établie en tant que paroisse par l'archevêque Giulio Caracciolo.

### DuXVIIesiècleà nos jours
Les querelles fréquentes entre les trois plus importantes églises de Barletta amènent en 1610 à l'établissement de l'ordre de présence dans les processions, plaçant en premier lieu Santa Maria Maggiore, au deuxième rang le prévôt de San Giacomo et enfin le vicaire du Saint Sépulcre. Au XVIe siècle est fondée l'Archiconfrérie du Saint-Sacrement, dont la présence sur place est mentionnée dans le document de janvier 1600 concernant la visite de l'évêque Giulio Caracciolo de Trani. En 1726, l'église est restaurée et redécorée. En 1812, l'église Annunziata est démolie et son autel principal est transporté à l'église San Giacomo. En 1843 est construit l'obélisque avec l'horloge d'inspiration égyptienne qui est toujours présent sur le front nord. En 1886, il y a eu une tentative d'agrandissement de l'église médiévale qui avait déjà été altérée au cours des siècles, mais la crise de 1889 a empêché la réalisation de ce projet. Trois ans plus tard, le conseil municipal approuve officiellement l'achat d'une nouvelle horloge qui indique l'heure aux quatre points cardinaux, et pas seulement vers le nord comme le permettait l'horloge placée sur l'obélisque. C'est ainsi que la tour de l'horloge a été construite en 1895 sur la place en face de l'église. En 1910, elle est restaurée et en 1923, la chapelle du Sacré-Cœur de Jésus est inaugurée. La maison canonique a été construite en 1945 et le presbytère a été restauré vingt-six ans plus tard. En 2001, l'église a subi d'importants travaux de restauration et de consolidation structurelle qui ont mis en évidence les lignes architecturales d'origine du bâtiment. Des fenêtres monophores de diverses époques ont été restaurées, tout comme le plafond à treillis du XVIIIe siècle ainsi que la chapelle du Santissimo Salvatore avec la voûte en croix du XIIIe siècle. L'église a un riche patrimoine de tableaux, peintures, objets liturgiques, des reliquaires et des ornements sacrés datant de la période entre le XIIIe et le XXe siècle.

## Architecture
Le bâtiment a une orientation est-ouest, parallèle au Corso Vittorio Emanuele, avec un autel orienté à l'est et à l'origine avec un accès sur le côté opposé. La succession de changements urbanistiques et la construction de certains bâtiments près de la façade ouest de l'église font que l'ancienne façade principale n'est plus visible aujourd'hui. En fait, l'entrée est actuellement située sur le côté nord de l'église, dans ce qui prend le nom de Porta Maggiore (Porte Majeure), à droite sur Corso Vittorio Emanuele. Le côté sud est observable depuis la cour sud de l'église et c'est sur ce front que la sacristie et la chapelle du Sacré-Cœur ont été placées. La perspective surplombant le parcours voit la présence au milieu de l'obélisque avec l'horloge, placée sur un corps avancé par rapport à la ligne du front extérieur de l'église.
L'intérieur de l'église se développe actuellement sur une seule nef, avec un transept, un presbytère central avec une terminaison plate appuyée contre les bâtiments civils adjacents et donc non visible de l'extérieur, et avec des chapelles latérales avec des voûtes nervurées. Au milieu de l'axe longitudinal de l'édifice ecclésiastique au sud se trouve la chapelle du Sacré-Cœur, construite vers le début du XXe siècle et à côté de celle-ci la sacristie, toutes deux précédées d'un vestibule à entrée voûtée.